# انتخاب طبیعی (فیلم)
انتخاب طبیعی (انگلیسی: Natural Selection) فیلمی آمریکایی در سبک کمدی درام به نویسندگی و کارگردانی رابی پیکرینگ است که در سال ۲۰۱۱ منتشر شد. از بازیگران آن می‌توان به راچل هاریس، مت اولری، جان دیهل و جون گریس اشاره کرد.